# Jeon So-yeon
Đây là một tên người Triều Tiên, họ là Jeon.
Jeon So-yeon (Hangul: 전소연, Hanja: 田小娟, Hán Việt: Điền Tiểu Quyên, sinh ngày 26 tháng 8 năm 1998), thường được biết đến với nghệ danh Soyeon, là một nữ ca sĩ, rapper, nhạc sĩ và nhà sản xuất thu âm người Hàn Quốc, trưởng nhóm của nhóm nhạc nữ đa quốc tịch (G)I-dle do Cube Entertainment quản lý. Cô trở nên nổi tiếng sau khi tham gia chương trình Produce 101 mùa 1 và Unpretty Rapstar mùa 3. Cô cũng là một phần của dự án nhóm nhạc nữ SM Station X, Station Young, và đã lồng tiếng cho nhân vật Akali của tựa game Liên Minh Huyền Thoại Akali trong nhóm nhạc ảo K/DA và True Damage.

## Tiểu sử
Jeon Soyeon sinh ngày 26 tháng 8 năn 1998 tại phường Gaepo, quận Gangnam (Gangnam-gu), thủ đô Seoul, Hàn Quốc. Khi còn nhỏ, cô được học ở nhà và sau đó theo học tại trường tiểu học Kuryong. Soyeon học múa ba lê khi còn nhỏ, tham gia và giành chiến thắng trong nhiều cuộc thi. Sau khi xem Big Bang biểu diễn, Soyeon đã bỏ múa ba lê để theo đuổi sự nghiệp âm nhạc. Cô đã tham dự khoảng 20–30 buổi thử giọng trong những ngày học tiểu học, nhưng không vượt qua bất kỳ buổi thử giọng nào.
Soyeon sau đó quyết định theo đuổi nghiệp đọc rap. Cuối cùng, cô ấy đã lấy hết can đảm để rap tại các buổi thử giọng, điều này khiến cô ấy được chú ý và bắt đầu nhận được các cuộc gọi từ nhiều nơi khác nhau. Với định hướng âm nhạc của họ khác với cô ấy, cô ấy quyết định từ bỏ ước mơ trở thành ca sĩ trong một thời gian và chọn nhảy trở lại, môn mà cô ấy đã yêu thích khi còn nhỏ. Đó là lúc cuộc sống vũ công đường phố của cô bắt đầu.
Sau khi nhìn thấy áp phích thử giọng năm 2014 của Cube Entertainment, Soyeon quyết định thử giọng một lần nữa và được chọn trong buổi thử giọng được tổ chức tại Incheon. Sau khi vượt qua vòng đánh giá cuối cùng, cô trở thành thực tập sinh của Cube Entertainment.
Hiện cô đang theo học tại trường Đại học Chungang.

## Sự nghiệp

### 2016–2017: Produce 101, Unpretty Rapstar và ra mắt solo
Soyeon xuất hiện lần đầu tiên với tư cách thực tập sinh đại diện cho Cube Entertainment trong chương trình truyền hình sống còn Produce 101 mùa đầu tiên. Cô được xem là thực tập sinh giỏi nhất của Cube và được xếp vào lớp cao nhất dành cho các thực tập sinh là lớp A. Cô là một thí sinh nổi tiếng trong suốt chương trình và đã đạt vị trí thứ 10 trong tập 5. Tuy nhiên, cô đứng vị trí thứ 20 trong tập cuối và không thể ra mắt cùng nhóm nhạc nữ I.O.I.
Cuối năm 2016, cô tham gia mùa ba của chương trình Unpretty Rapstar và kết thúc với vị trí thứ 3 trong tập 9, nhận được 3 bài hát trong album tổng hợp của chương trình.
Ngày 29 tháng 12 năm 2016, Soyeon kí hợp đồng độc quyền với tư cách là một nghệ sĩ thuộc Cube Entertainment. Cô chính thức ra mắt vào ngày 15 tháng 11 năm 2017 với đĩa đơn kĩ thuật số "Jelly".

### 2018 – nay: Thành viên của(G)I-DLE
Vào ngày 11 tháng 1 năm 2018, Soyeon được thông báo sẽ trở lại với tư cách thành viên của nhóm nhạc nữ (G)I-DLE.
Ngày 2 tháng 5 năm 2018, Soyeon chính thức debut cùng (G)I-DLE với tư cách là Trưởng nhóm, Rap chính, Nhảy dẫn và Center cũng như Producer chính của nhóm. Bài hát debut của (G)I-DLE mang tên LATATA được chắp bút bởi cô và Big Sancho.

### Hoạt động cá nhân
Vào ngày 8 tháng 8 năm 2018, Soyeon được thông báo sẽ tham gia vào một dự án nhóm nhạc nữ mang tên SM Station's X 0 của SM Station cùng với Seulgi của Red Velvet, Kim Chung-ha và SinB của GFriend. Station Young đã phát hành bài hát đầu tiên của họ, "Wow Thing", vào ngày 28 tháng 9 năm 2018.
Sau khi ra mắt, Soyeon và thành viên (G)I-dle Miyeon đã được Riot Games tiếp cận để hợp tác với các nghệ sĩ người Mỹ Jaira Burns và Madison Beer như một phần của nhóm nhạc nữ ảo có tên K/DA cho tựa game Liên Minh Huyền Thoại. K/DA chính thức ra mắt với ca khúc "Pop/Stars" trong trận chung kết Giải vô địch thế giới Liên Minh Huyền Thoại 2018 vào ngày 3 tháng 11. Video âm nhạc chính thức của "Pop/Stars" được phát hành cùng ngày, đạt 30 triệu lượt xem trên YouTube trong năm ngày và 100 triệu trong một tháng. Đĩa đơn của bài hát đã đạt vị trí số một trên bảng xếp hạng World Digital Songs của Billboard. Hóa thân nhân vật Akali trong K/DA, do Soyeon đảm nhận giọng hát, đã trở nên đặc biệt nổi tiếng, trở thành chủ đề thường xuyên của các fan art và cosplay.
Vào năm 2019, Soyeon đã sáng tác ca khúc chủ đề "No" cho nhóm nhạc nữ cùng công ty CLC.
Năm 2019, Soyeon tiếp tục lồng tiếng cho nhân vật Akali, trong nhóm hip hop hợp tác của Liên Minh Huyền Thoại True Damage. Một sự hợp tác với Becky G, Keke Palmer, Thutmose và Duckwrth, có tựa đề "Giants", được phát hành dưới dạng đĩa đơn cùng với video ca nhạc hoạt hình vào ngày 10 tháng 11 năm 2019. Bài hát là một bản nhạc đa ngôn ngữ được trình diễn chủ yếu bằng tiếng Anh, với các câu bằng tiếng Tây Ban Nha và Tiếng Hàn Quốc. Cùng ngày, nhóm đã biểu diễn tại trận chung kết Giải vô địch thế giới Liên Minh Huyền Thoại năm 2019 ở Paris, Pháp. Đây là năm thứ hai liên tiếp Soyeon biểu diễn tại lễ khai mạc trận chung kết Giải vô địch thế giới. "Giants" lần lượt ra mắt ở vị trí thứ mười lăm và mười chín tại bảng xếp hạng Billboard's Rap và R&B/Hip hop Digital Songs Sales.
Năm 2020, Soyeon xuất hiện trên chương trình Mnet Hip Hop mới lấy cảm hứng từ Do You Know Hip Hop. Chương trình có sự tham gia của các rapper đã quảng bá từ cuối những năm 1990-2000 và đi tiên phong trong thể loại hip hop ở Hàn Quốc và một khách mời có niềm đam mê bất diệt với hip hop. Vào ngày 28 tháng 2, cô xuất hiện với tư cách là một trong những "rapper trẻ" hợp tác với Double K và Nuck biểu diễn "2020 Lion remix" cho sân khấu hợp tác Old & Young.
Vào tháng 4 năm 2020, (G)I-dle phát hành mini album thứ ba của họ, I Trust. Tất cả các bài hát trong album, bao gồm cả đĩa đơn chính "Oh My God" được viết và sáng tác bởi Soyeon và cộng tác viên lâu năm Yummy Tone. Bài hát được phát hành bằng hai thứ tiếng: tiếng Anh và tiếng Hàn.
Vào ngày 22 tháng 7 năm 2020, Soyeon đã tham gia ca khúc "Dessert" của DJ Hyo cùng rapper Loopy. Bài hát thuộc thể loại nhạc pop rừng rậm với nhịp điệu sôi nổi và nhịp điệu moombahton hấp dẫn, đoạn hook thông minh và đáng nhớ sử dụng nhiều bộ tổng hợp, vỗ tay và huýt sáo với thông điệp mong muốn một tình yêu ngọt ngào thay vì khó khăn và phức tạp và được thể hiện bằng món tráng miệng. Trong một cuộc phỏng vấn với Melon, DJ Hyo đã tiết lộ lý do cô ấy chọn Soyeon là vì "cô ấy là một người đặc biệt tài năng về nhiều mặt, vì vậy tôi muốn thực hiện màn collab cùng với cô ấy". Soyeon đã tham gia viết và sáng tác bài hát.
Vào tháng 8 năm 2020, Soyeon đã sáng tác ca khúc mùa hè đầu tiên của nhóm "DUMDi DUMDi" cùng với Pop Time, người đã sản xuất nhiều bài hát hit của Zico và Block B.
Ngày 27 tháng 8 năm 2020, cô tiếp tục lồng tiếng cho nhân vật Akali của tựa game Liên Minh Huyền Thoại trong "The Baddest" và "More" thuộc mini album K/DA's All Out. Soyeon đã tham gia sản xuất bài hát solo đầu tay Apink Namjoo "Bird", sẽ được phát hành vào ngày 7 tháng 9.
Vào ngày 16 tháng 12 năm 2020, Soyeon cùng với Hui của Pentagon và Lee Dae-hwi của AB6IX sẽ sản xuất các bài hát chơ Top 7 của chương trình thử giọng CAP-TEEN của Mnet.
Vào tháng 1 năm 2021, (G)I-dle phát hành mini album thứ tư, I Burn. Soyeon cùng với hai thành viên cùng nhóm Minnie và Yuqi trực tiếp tham gia sáng tác toàn bộ ca khúc của album, bao gồm ca khúc chủ đề "Hwaa" do chính cô sáng tác.
Vào ngày 21 tháng 5 năm 2021, có thông tin rằng Soyeon sẽ phát hành một album solo. Vào ngày 16 tháng 6 năm 2021, Cube Entertainment thông báo rằng mini album đầu tay của cô, Windy, sẽ được phát hành vào ngày 5 tháng 7, với "Beam Beam" đóng vai trò là ca khúc chủ đề. Soyeon đã giành được chiếc cúp chương trình âm nhạc đầu tiên của mình tại SBS MTV's The Show vào ngày 13 tháng 7.

## Định hướng nghệ thuật

### Hình tượng
Soyeon được coi là một nghệ sĩ đa năng, toàn diện. Thành công của cô với tư cách là một rapper, ca sĩ và nhạc sĩ đã mang lại cho cô danh hiệu "Triple Threat". Soyeon được mô tả là Alpha girl vì sử dụng và thể hiện các kỹ năng của mình trong việc viết, sáng tác, sắp xếp, biên đạo nhảy, đọc rap, nhảy và hát. Một đại diện từ Cube lưu ý rằng sự hiện diện của cô trong nhóm đã xác định độ nổi tiếng của nhóm ngay từ đầu và khiến (G)I-dle trở nên khác biệt so với các nhóm khác mà họ đã ra mắt trước đó. Cô cũng được mệnh danh là "quái vật sinh tồn" do cô tham gia ba chương trình sinh tồn và tự khẳng định mình là thiên tài thế hệ tiếp theo "Producer-dol". Cosmic Sound của RBW Kim Ki-hyun và Cosmic Girl và cựu thành viên RaNia Yoo Joo-yi đã miêu tả cô ấy là thần tượng - nhạc sĩ thiên tài. Soyeon được Kukinews mệnh danh là nữ ca sĩ thần tượng thành công đầu tiên tham gia sản xuất, bắt đầu từ ca khúc đầu tay "Latata" và đều đặn sản xuất các ca khúc hit như "Uh-Oh" và "Lion", và các bài hát cho các nghệ sĩ tiền bối như CLC, Kim Nam-joo của Apink và Hyoyeon của Girls' Generation.

### Sự ảnh hưởng
Soyeon nói rằng những người bạn cùng nhóm của cô ấy là nguồn cảm hứng sáng tác cho cô ấy. Cô ấy bị ảnh hưởng nặng nề bởi giáo viên dạy rap của mình khi cô ấy còn học trung học và bắt đầu rap sau khi cô ấy gặp giáo viên đó. Soyeon nói: "Người cố vấn tuyệt vời đó đã dạy tôi những điều cơ bản như cách viết lời bài hát hay và cách làm tan chảy sự chân thành của bạn." Soyeon cũng đã nghĩ ra các bài hát, album, concept trong khi lấy cảm hứng từ phim hoạt hình, sách và phim truyền hình. "Idle Song" được tạo ra vì cô ấy lấy cảm hứng từ bài hát chủ đề của SpongeBob SquarePants. "Latata" được lấy cảm hứng từ câu cửa miệng của Song Joon-geun "arata rata rata" trong Buổi hòa nhạc Gag của KBS2. "HANN (Alone)" được lấy cảm hứng từ bài thơ "Azaleas" của Kim Sowol. "Senorita" được lấy cảm hứng từ "Despacito". "Uh-Oh" được lấy cảm hứng từ biểu cảm và giọng điệu mà nhân viên sử dụng, nơi cô ấy đã quay một chương trình thực tế To Neverland ở Hoa Kỳ. "Lion" được lấy cảm hứng từ live-action The Lion King trong lần đầu ra mắt của nhóm tại Nhật Bản. Đối với concept album I Trust, Soyeon tiết lộ rằng cô ấy lấy cảm hứng từ việc xem một bộ anime isekai KonoSuba: God's Blessing on this Wonderful World! Legend of Crimson, và "Luv U" được tạo ra và biên đạo từ cảnh trái tim V bởi hoạt hình Sugar Sugar Rune. "DUMDi DUMDi" được lấy cảm hứng từ Zootopia của Disney năm 2016. Soyeon được coi là hình mẫu cho thanh thiếu niên, phụ nữ trẻ và nhiều nghệ sĩ nữ khác nhau, chẳng hạn như Dalyn của ANS, Songyee của Woo!ah! và Eseo của Lunarsolar. Nhà sản xuất kiêm nhạc sĩ K-pop Ryan S. Jhun nói rằng anh ấy là một fan hâm mộ lớn của chương trình Queendom, và cũng chia sẻ rằng anh ấy hy vọng một ngày nào đó sẽ được làm việc với cô.

### Sáng tác và phong cách âm nhạc
Mặc dù Soyeon đã được học các lớp sáng tác khi còn là thực tập sinh, cô ấy chưa bao giờ có ý định trở thành nhạc sĩ chính của nhóm. Cô ấy nói, "Lúc đầu, tôi thực sự không biết mình sẽ viết những bài hát này... nhưng màn ra mắt của chúng tôi đang bị trì hoãn vì chúng tôi không có bài hát. Vì vậy, đó là lúc tôi nghĩ, tôi nên viết bài hát của mình, và bắt đầu viết ca khúc chủ đề." Trong quá trình sản xuất "Latata", Soyeon bắt đầu với nhịp điệu moombahton với suy nghĩ về các thành viên của cô ấy. Đối với các nhạc cụ, cô ấy sử dụng bộ gõ. Sau khi tạo nhịp bằng các nhạc cụ đơn giản, cô ấy lặp lại và phủ lên giai điệu của nó. Cô ấy mô tả quá trình sáng tác của mình bắt đầu bằng việc viết nhịp và giai điệu trên một trang giấy trắng chỉ với một chiếc piano hoặc một nhịp. Cô ấy tiếp tục giải thích rằng thông thường sẽ có một người tạo bản nhạc, một người viết giai điệu và đưa giai điệu vào một nhịp gần như đã hoàn chỉnh. Cô thú nhận rằng cô tránh những từ "me hoặc I" trong lời bài hát. Trong buổi biểu diễn sơ bộ đầu tiên của Queendom, Soyeon đã đề xuất một concept phù thủy cho "Latata". Theo lời của các nhà phê bình âm nhạc IZM, nó "không giống một phiên bản sắp xếp lại, mà giống một bài hát hoàn toàn nguyên bản". Bài báo cũng đề cập đến lý do cô ấy có thể luôn tự tin về nhóm, bài hát và bản thân mình cả trong và ngoài sân khấu là vì cô ấy có một hình ảnh rõ ràng về những gì cô ấy muốn tạo ra. Nhà thơ Seo Hyo-in đã viết rằng "Soyeon bao gồm tất cả các khía cạnh sản xuất, từ sáng tác và viết, tạo rap và thiết lập ý tưởng. Tuy nhiên, cô ấy không làm lu mờ các thành viên khác." Cô ca ngợi Soyeon vì đã phát huy tối đa thế mạnh của từng thành viên và cho phép họ tìm thấy sự tự do nghệ thuật của riêng mình.

### Định kiến giới trong âm nhạc
Soyeon tin rằng phụ nữ cũng có thể là nhà sản xuất và hy vọng rằng nhiều phụ nữ sẽ trở thành nhà sản xuất. Cô ấy tin rằng không có ranh giới khi nói đến các loại hình nghệ thuật như âm nhạc, biểu diễn và chơi game. "Khi tôi viết nhạc, tôi không nghĩ về giới tính. Không "chúng tôi là một nhóm nhạc nữ", phụ nữ, đàn ông hay tuổi tác. Tôi chỉ viết những gì trong tâm trí của mình." Trong một cuộc phỏng vấn tháng 6 năm 2020 với MTV, Soyeon đã thảo luận bằng cách sử dụng từ 'cô ấy' trong "Oh My God", nói rằng "Tôi không muốn giới hạn 'cô ấy' trong một thực thể nhất định hoặc một định nghĩa nhất định, vì vậy nó mở rộng cho mọi thứ. Tôi tin rằng tất cả các loại tình yêu đều có giá trị và phải được tôn trọng."

## Danh sách đĩa nhạc

### Đĩa mở rộng
| Tên album | Thông tin album |
| --------- | --- |
| Windy     | - Phát hành: 6 tháng 7 năm 2021 - Nhãn đĩa: Cube Entertainment, Republic Records, Kakao M - Định dạng: Digital download, streaming |

### Đĩa đơn
| Tựa đề                                        | Năm  | Xếp hạng | Album              |
| Tựa đề                                        | Năm  | KOR      | Album              |
| --------------------------------------------- | ---- | -------- | ------------------ |
| "Children's Day" (어린이의 하루) với Superbee | 2016 | —        | Unpretty Rapstar 3 |
| "Smile"(웃어) với Davii                       | 2016 | —        | Unpretty Rapstar 3 |
| "Jelly"                                       | 2017 | —        | —                  |
| "Idle song" (아이들 쏭)                       | 2018 | —        | —                  |
| "The Loveless" (애정결핍)                     | 2019 |          |                    |

### Hợp tác
| Tựa đề                                                                    | Năm  | Xếp hạng | Xếp hạng | Xếp hạng | Doanh số      | Album              |
| Tựa đề                                                                    | Năm  | KOR      | KOR Hot  | US World | Doanh số      | Album              |
| ------------------------------------------------------------------------- | ---- | -------- | -------- | -------- | ------------- | ------------------ |
| "Scary"(với Nada)                                                         | 2016 | 29       | —        | —        | - KOR: 65,910 | Unpretty Rapstar 3 |
| "Mermaid"(với Lee Min-hyuk, Peniel, Jung Il-hoon, Jang Ye-eun và Wooseok) | 2018 | —        | —        | —        | N/A           | ONE                |
| "Wow Thing"(với Seulgi, SinB, và Chungha)                                 | 2018 | 35       | 43       | 3        | N/A           | SM Station X 0     |
| "You Too? Me Too!"(với Lee Min-hyuk)                                      | 2019 | —        | —        | —        | N/A           | Hutazone           |

### Khác
| Tựa đề                                                                       | Năm  | Xếp hạng | Xếp hạng | Xếp hạng | Doanh số       | Album               |
| Tựa đề                                                                       | Năm  | KOR      | KOR Hot  | US World | Doanh số       | Album               |
| ---------------------------------------------------------------------------- | ---- | -------- | -------- | -------- | -------------- | ------------------- |
| "Pick Me"                                                                    | 2015 | 9        | —        | —        | - KOR: 893,723 | Non-album single    |
| "Don't Matter"                                                               | 2016 | 30       | —        | —        | - KOR: 253,613 | 35 Girls 5 Concepts |
| "She's Coming"                                                               | 2016 | 92       | —        | —        | - KOR: 16,756  | Unpretty Rapstar 3  |
| "I Wanna Be"(Key với Soyeon)                                                 | 2019 | 122      | —        | 13       | N/A            | Face                |
| "Giants"(True Damage với Soyeon, Becky G, Keke Palmer, Thutmose và Duckwrth) | 2019 | —        | —        | —        | N/A            | Non-album singles   |
| "Dessert"(Hyoyeon với Loopy và Soyeon)                                       | 2020 | —        | 96       | 16       | N/A            | Non-album singles   |

### Tham gia sản xuất
| Năm  | Nghệ sĩ                        | Album                          | Ca khúc                                             | Vai trò                            |
| ---- | ------------------------------ | ------------------------------ | --------------------------------------------------- | ---------------------------------- |
| 2016 | Jeon So-yeon                   | Unpretty Rapstar 3             | "She's Coming"                                      | Viết lời                           |
| 2016 | Jeon So-yeon                   | Unpretty Rapstar 3             | "Scary"                                             | Viết lời                           |
| 2016 | Jeon So-yeon                   | Unpretty Rapstar 3             | "Children's Day"                                    | Viết lời                           |
| 2016 | Jeon So-yeon                   | Unpretty Rapstar 3             | "Smile"                                             | Viết lời                           |
| 2017 | JBJ                            | Fantasy                        | "Say My Name"                                       | Viết lời                           |
| 2017 | Jeon So-yeon                   | Đĩa đơn kỹ thuật số            | "Jelly"                                             | Viết lời, đồng sáng tác, soạn nhạc |
| 2018 | Jeon So-yeon                   | Đĩa đơn kỹ thuật số            | "Idle Song"                                         | Viết lời, đồng sáng tác, soạn nhạc |
| 2018 | (G)I-DLE                       | I Am                           | "LATATA"                                            | Viết lời, đồng sáng tác, soạn nhạc |
| 2018 | (G)I-DLE                       | I Am                           | "$$$"                                               | Viết lời                           |
| 2018 | (G)I-DLE                       | I Am                           | "Maze"                                              | Viết lời                           |
| 2018 | (G)I-DLE                       | I Am                           | "Don't Text Me"                                     | Viết lời                           |
| 2018 | (G)I-DLE                       | I Am                           | "What's in Your House?"                             | Viết lời                           |
| 2018 | Idol Room                      | Non-digital single             | "Theme Song 2"                                      | Viết lời, đồng sáng tác, soạn nhạc |
| 2018 | United Cube                    | ONE                            | "Mermaid"                                           | Viết lời                           |
| 2018 | United Cube                    | ONE                            | "Young & One"                                       | Viết lời                           |
| 2018 | (G)I-DLE                       | Đĩa đơn kỹ thuật số            | "Hann"                                              | Viết lời, đồng sáng tác, soạn nhạc |
| 2018 | Seulgi, Soyeon, Chung-ha, SinB | SM Station X 0                 | "Wow Thing"                                         | Viết lời                           |
| 2019 | Lee Min-hyuk                   | Hutazone                       | "You Too? Me Too!"                                  | Viết lời                           |
| 2019 | CLC                            | No.1                           | "No"                                                | Viết lời, đồng sáng tác, soạn nhạc |
| 2019 | (G)I-DLE                       | I Made                         | "Senorita"                                          | Viết lời, đồng sáng tác, soạn nhạc |
| 2019 | (G)I-DLE                       | I Made                         | "What's Your Name"                                  | Viết lời, đồng sáng tác, soạn nhạc |
| 2019 | (G)I-DLE                       | I Made                         | "Say No"                                            | Viết lời, đồng sáng tác, soạn nhạc |
| 2019 | (G)I-DLE                       | I Made                         | "Please"                                            | Viết lời, đồng sáng tác, soạn nhạc |
| 2019 | (G)I-DLE                       | I Made                         | "Blow Your Mind"                                    | Viết lời                           |
| 2019 | Key                            | Face                           | "I Wanna Be"                                        | Viết lời                           |
| 2019 | (G)I-DLE                       | Her Private Life OST           | "Help Me"                                           | Viết lời                           |
| 2019 | Jeon So-yeon                   | Non-digital single             | "The Loveless" (애정결핍)                           | Viết lời, đồng sáng tác, soạn nhạc |
| 2019 | (G)I-DLE                       | Đĩa đơn kỹ thuật số            | "Uh-Oh"                                             | Viết lời, đồng sáng tác, soạn nhạc |
| 2019 | (G)I-DLE                       | Fan-dora's Box Part 1          | "Put It Straight" (Nightmare Version) (싫다고 말해) | Viết lời, đồng sáng tác, soạn nhạc |
| 2019 | (G)I-DLE                       | Queendom Final Comeback Single | "LION"                                              | Viết lời, đồng sáng tác, soạn nhạc |
| 2019 | Radio Star                     | Non-digital single             | "Logo song"                                         | Viết lời, đồng sáng tác, soạn nhạc |
| 2020 | (G)I-DLE                       | I Trust                        | "Oh My God"                                         | Viết lời, đồng sáng tác, soạn nhạc |
| 2020 | (G)I-DLE                       | I Trust                        | "Luv U" (사랑해)                                    | Viết lời, đồng sáng tác, soạn nhạc |
| 2020 | (G)I-DLE                       | I Trust                        | "Maybe"                                             | Viết lời, đồng sáng tác, soạn nhạc |
| 2020 | DJ Hyo                         | Đĩa đơn kỹ thuật số            | "Dessert"                                           | Viết lời, đồng sáng tác, soạn nhạc |
| 2020 | (G)I-DLE                       | DUMDi DUMDi                    | "i'M THE TREND"                                     | Viết lời                           |
| 2020 | (G)I-DLE                       | DUMDi DUMDi                    | "DUMDi DUMDi"                                       | Viết lời, đồng sáng tác, soạn nhạc |
| 2020 | Namjoo                         | Bird                           | "Bird"                                              | Viết lời, đồng sáng tác, soạn nhạc |
| 2021 | (G)I-DLE                       | I Burn                         | "Hann" (Alone in Winter)                            | Viết lời, đồng sáng tác, soạn nhạc |
| 2021 | (G)I-DLE                       | I Burn                         | "Hwaa" (화(火花)                                    | Viết lời, đồng sáng tác, soạn nhạc |
| 2021 | (G)I-DLE                       | I Burn                         | "Moon"                                              | Viết lời                           |
| 2021 | (G)I-DLE                       | I Burn                         | "Where Is Love"                                     | Viết lời, đồng sáng tác, soạn nhạc |
| 2021 | (G)I-DLE                       | I Burn                         | "Lost"                                              | Viết lời                           |
| 2021 | (G)I-DLE                       | I Burn                         | "Dahlia"                                            | Viết lời                           |
| 2021 | Lee Seobin                     | CAP-TEEN TOP7                  | "Eternal Sunshine"                                  | Viết lời, đồng sáng tác, soạn nhạc |

## Danh sách video

### Góp mặt trong cácvideo âm nhạc
| Năm  | MV                      | Nghệ sĩ                                   | Vai trò                 | Chú thích |
| ---- | ----------------------- | ----------------------------------------- | ----------------------- | --------- |
| 2017 | "Jelly"                 | Chính cô                                  | Ca sĩ solo              |           |
| 2018 | "Idle song" (아이들 쏭) | Chính cô                                  | Ca sĩ solo              |           |
| 2018 | "Latata"                | (G)I-DLE                                  | Thành viên của (G)I-DLE |           |
| 2018 | "Hann (Alone)"          | (G)I-DLE                                  | Thành viên của (G)I-DLE |           |
| 2018 | "Wow Thing"             | Kết hợp với (với Seulgi, SinB và Chungha) | Ca sĩ khách mời         |           |
| 2019 | "Senorita"              | (G)I-DLE                                  | Thành viên của (G)I-DLE |           |
| 2019 | "I Wanna Be"            | Key                                       | Ca sĩ khách mời         |           |
| 2019 | "Uh-Oh"                 | (G)I-DLE                                  | Thành viên của (G)I-DLE |           |
| 2019 | "LION"                  | (G)I-DLE                                  | Thành viên của (G)I-DLE |           |
| 2020 | "Oh My God"             | (G)I-DLE                                  | Thành viên của (G)I-DLE |           |
| 2020 | "Dessert"               | DJ Hyo                                    | Ca sĩ khách mời         |           |
| 2020 | "DUMDi DUMDi"           | (G)I-DLE                                  | Thành viên của (G)I-DLE |           |
| 2021 | "Hwaa"                  | (G)I-DLE                                  | Thành viên của (G)I-DLE |           |
| 2022 | "Tomboy"                | (G)I-DLE                                  | Thành viên của (G)I-DLE |           |
| 2022 | "Nxde"                  | (G)I-DLE                                  | Thành viên của (G)I-DLE |           |
| 2023 | "Allergy"               | (G)I-DLE                                  | Thành viên của (G)I-DLE |           |
| 2023 | "Queencard"             | (G)I-DLE                                  | Thành viên của (G)I-DLE |           |

## Các hoạt động khác
Chương trình sống còn
| Năm  | Tên                         | Nhà đài | Vai trò  | Thứ hạng |
| ---- | --------------------------- | ------- | -------- | -------- |
| 2016 | Produce 101                 | Mnet    | Thí sinh | 20       |
| 2016 | Unpretty Rapstar (Season 3) | Mnet    | Thí sinh | Á quân   |

## Giải thưởng và đề cử
| Năm  | Giải thưởng                   | Hạng mục         | Kết quả   | Chú thích |
| ---- | ----------------------------- | ---------------- | --------- | --------- |
| 2017 | Hallyu Hip-hop Culture Awards | Popularity Award | Đoạt giải | [ 74 ]    |
| 2020 | APAN Music Awards             | Best All Rounder | Đề cử     | [ 75 ]    |

### Chương trình âm nhạc

#### The Show
| Năm  | Ngày       | Bài hát     | Điểm |
| ---- | ---------- | ----------- | ---- |
| 2021 | 13 tháng 7 | "Beam Beam" | 6742 |

#### M Countdown
| Năm  | Ngày       | Bài hát     | Điểm |
| ---- | ---------- | ----------- | ---- |
| 2021 | 29 tháng 7 | "Beam Beam" | 9322 |